# 鬥球兒彈平
《鬥球兒彈平》是日本漫畫家越田哲弘以躲避球為題材在小學館《快樂快樂月刊》自1989年連載至1995年的少年漫畫，單行本全18冊。在臺灣於無版權時期最早曾由東立出版社以『飛彈神珠』之名發行單行本，而後由青文出版社取得正式授權，並同樣將日本姓名全都改為華人姓名。後來改編為電視動畫在1991年至1992年播放，台視首播的電視動畫版則全沿用日本姓名，在當時是罕見的現象。此外在霹靂台灣台播出時改用台語配音。
因本作品的連載而在日本各地的小學興起躲避球浪潮，甚至舉行全國比賽。在2002年，作者發表以一擊鬥志為主角的漫畫，只連載三回便完結。
於2022年11月28日以彈平的親女兒彈子為主角的續作漫畫《鬥球女彈子》，於快樂快樂月刊線上漫畫平台正式連載。官方宣布2026年推出「鬥球女彈子」動畫版。

## 登場人物

### 球川小學
一擊彈平／古彈平（青文版）
配音：日高範子（日本）；陳美貞（台灣）
主角。雖然是小學一年級，卻能用球擊倒巨大墓碑。有異常的球速、但也多次投出很普通的球。用來打倒對手的決勝球、大抵都是先吃下對手的攻擊後再加以反擊出去。在漫畫版取得日本第一，就開始怠惰下去，後來被新進入的隊員喚醒鬥志並且因此被抓到躲避球強化訓練中心接受訓練，接著順利被錄取為職業選手，但遭他拒絕。
絕技：火焰球
鬥球女彈子第1話明示有獨生女彈子，且彈平疑似已過世。
小佛珍念／胡強（青文版）
配音：野澤雅子（日本）；李宛鳳（台灣）
彈平好友。小時候就從他寺（動畫版設定出身於岩手）來到鬥久寺修行。
鬥球女彈子第1話明示有獨生女珍子。
藤堂美里／明美（青文版）
配音：木藤聰子
有個足球隊主將的哥哥，參加過和足球隊的比賽。之後成為躲避球隊經理，並且常和彈平們一起，疑似對彈平有好感。
鬥球女彈子第9話與彈平結婚，是彈子的親生母親。
尾崎治
配音：櫻井敏治（日本）；石班瑜（台灣）
彈平升小四時的主將。精通周邊學校、球隊和強力選手的資料。動畫版中，原來是黑色阿瑪斯的3軍成員，因為轉學到球川小學而離隊，並且被當時的主強三笠所欣賞而加入躲避球隊。
因為表現不如三笠，所以造成鬥球部的分裂，後來透過自己的努力打贏對超鬥球部的比賽而讓球隊重新復活。
三浦勤／林正安（青文版）
配音：山口勝平→鈴木晶子
原作初次登場在和足球隊的比賽中。是一開始容易被打出去的選手。和彈平同學年，全國稱霸後就完全沒登場。
木下強／李克明（青文版）
配音：三木真一郎
戴眼鏡的金髮選手。在大部分比賽和勤都是最先被打出去的，全國稱霸後就完全沒登場。
逆卷浩司／李明（青文版）
在全國大會出場的風間小學強力選手，個性傲嬌，但是反應和速度相當可怕。由於在地區大賽違反隊長指示而被趕出球隊，為了反抗而轉學到球川小學。但因轉學未滿一個月而不得在大賽中登場。在和彈平往來的過程中，讓他的性格漸漸變好，在和風間小學的比賽過後，和他們和解而回到風間小學。任性的脾氣和彈平頗相似，但跟彈平相比他較為冷靜。
武田勇一／武忠仁（青文版）
配音：梁田清之
武田勇二的哥哥。因為不能認同尾崎，於是設立超躲避球隊，為超躲避球隊主將。歸隊後成為主力之一，全國稱霸後就完全沒登場。
和弟弟能合作使出交叉攻擊。
武田勇二／武忠勇（青文版）
配音：金丸淳一
武田勇一的弟弟。超鬥球部副主將。歸隊後成為主力之一，全國稱霸後就完全沒登場。
和哥哥能合作使出交叉攻擊。
校長
配音：上田敏也（日本）；石班瑜（台灣）
躲避球隊顧問。以前從事躲避球運動並且因此被人所知。

### 前球員、親人
以下有些人在彈平四年級時就已經離開球隊。動畫版中，三笠和四天王則是升學到球川中學。在彈平二年級時也和他們一起參與對黑裝甲的練習賽（海外遠征前的送別賽），因為這個緣故，所以他們在彈平和黑色阿瑪斯再次對決時，有去參觀比賽。
三笠／許笠（青文版）
配音：梁田清之（日本）；官志宏（台灣）
彈平入學時的主將，做事相當負責認真而且有識人之明。
鬥球女彈子第20話明示有自己的女兒華子。
火浦 高志／雷朋（青文版）
配音：三木真一郎
球川小學四天王首領。老是和彈平起衝突。
鬥球女彈子第20話明示有自己的女兒颯美。
風見勝／李克風（青文版）
配音：金丸淳一
球川小學四天王之一。擅長變化球。
速水學／王士東（青文版）
配音：津久井教生（日本）；石班瑜（台灣）
球川小學四天王之一。雖然被設定成頭腦清晰的頭腦派，但這一面卻難以見到。
土方大／林大山（青文版）
配音：宇垣秀成（日本）；石班瑜（台灣）
球川小學四天王之一。力量相當大。
叶真吾／鐘樹（青文版）
別冊短篇中登場。過去是帶領球川國小贏得全國大賽的「傳說的七鬥士」的主將。他也帶出三笠和火浦等四天王。因為不齒彈平的態度，於是以王牌戰（即打中主將就獲勝）的規則和他比賽。
藤堂
配音：櫻井敏治
足球隊主將。美里的哥哥。
黑岩龍也／黑龍也（青文版）
配音：本千夏
和彈平同年。第2學期轉學到球川小學。個性兇悍且貪財，實力不輸給彈平。其實是母親生病需要手術費，所以才會讓他的個性變成這樣。和彈平完成雙重射擊。在這個過程中，和同隊隊員打成一片。後來因為母親手術成功而在不久又轉學出去。
一擊遙／古千鶴（青文版）
配音：鵜飼留美子
彈平的母親，個性溫柔細心，但生起氣來很可怕。過去是以水球選手身分活躍，因此能在泳池中將浮板直接準確丟到收納箱。現在在附近游泳學校擔任教練（動畫版則是自家開設的游泳池擔任教練）。
對彈平採取放任式的教育，對於任性的彈平來說是唯一不敢反抗的人。
鬥球女彈子第9話是彈子的奶奶。
一擊彈十郎／古擊鋼（青文版）
配音：玄田哲章
彈平的父親。年輕時以手球選手身分活躍。故事一開始被認定已過世，實際上在彈平出生時就出去旅行。於是被家人留下「認為已經死了」的話，他也以此為決意而建了自己的墓後而出去旅行，所以彈平才無法知道父親還活著。原作最終回和彈平再會。過去也是有名的職業躲避球選手。
和尚
配音：肝付兼太（日本）；官志宏（台灣）
鬥久寺住持，彈平的祖父。
玉公／珠兒（青文版）／小球（港譯）
配音：白石文子
在彈十郎練習場相遇到的狗。以後住在一撃家。也擔任彈平的練習對象。原作經過數年後體型變得相當大（動畫版維持小小體型），還能背著珍念到躲避球的練習場上。

### 聖阿羅斯（St.Arrows）學院
有著廣大的土地和豪華的設備，是一間難以被說是學校的地方。二階堂大河和六魔天6人為主力球員。在彈平1年級時和他們進行練習賽，3年後的地區大賽中也在準決賽對決。另外那時六魔天的6人在地區大賽依然是現役球員。
二階堂大河／羅亞森（青文版）／西成建作（港譯）
配音：關俊彥（日本）；李宛鳳（台灣）
彈平的最大對手。原作中在和球川小比賽後前往歐洲留學，動畫版中則是因為父親的工作而搬去倫敦。在彈平四年級時，在他們和黑色阿瑪斯比賽時回國並且看完整場比賽。動畫版中，則是留學時曾和海外遠征中黑色阿瑪斯進行練習賽（但被對方打到只剩大河在場上）另外雖然是對手，也會在超鬥球部和黑色阿瑪斯的比賽中也給陷入苦戰的彈平建議。另外在地區大會後學得閃電球，於是率領歐洲選拔隊和埼玉、東京的地區優勝校進行比賽，也和彈平率領的神奈川選抜隊比賽。
絕技：閃電球
於鬥球女彈子第7話明示有獨生女平子
五十嵐剛／伍德剛（青文版）
配音：梅津秀行（日本）；官志宏（台灣）
六魔天首領，也是裡面的攻擊點。能利用其巨大的身體投出強力的斧球。不過也有性急和易怒的個性，所以都會被彈平搞到生氣。
絕技：斧球
於鬥球女彈子第7話明示有獨生女柔里，有在旁照顧也一同陪伴訓練。
二階堂勇一
配音：岡部豐（日本）；官志宏（台灣）
動畫版原創人物。大河的父親，也是大財團的老闆。認識遙和彈十郎。

### 土佐阿達卡斯
攻擊方法就像是打排球一樣。在彈平一年級時和他們進行練習賽（原作中他們的比賽晚於和足球隊比賽，動畫版則是早於和足球隊比賽）。動畫版中，在3年後的全國大賽以高知代表出場。
本龍太
配音：飛山劍士
球隊主將。
坂本龍之進
球隊教練。龍太的父親。認識彈十郎和球川小學校長以及鬥久寺的和尚。

### 黑色阿瑪斯（Black Armors／BA）
為人所知的強豪球隊之一。動畫版中，1年前曾進行海外遠征，在遠征前還和大河率領的球隊對決。隊規相當嚴格，只要違反就要被開除。過去球川小學主將的尾崎也是這座學校。
御堂嵐／葉御風（青文版）
配音：中原茂
隊長。左撇子。擅長用扭轉身體而投出「龍捲風球」來攻擊對手。動畫版中，在大河前往歐洲後成為彈平的新對手，並在設定中追加由於製作球川小學鬥球像的彫刻家父親，不顧病危的母親而全心雕刻（實際上是母親要父親全力雕刻），使得他相當痛恨球川小學。
有養著一隻九官鳥，叫九之介。
於鬥球女彈子明示有獨生女蘭。
高山準／高山勇（青文版）
配音：宇垣秀成
兩手都能用，使出難以見到攻擊方向的電門球。身材高壯而且非常沉默，所以幾乎沒說什麼話。
宇佐美俊
配音：菊池正美
非常嬌小和動作敏捷的選手，會將高山當作跳板來加以攻擊。
御堂晚翠
配音：青野武
嵐的父親。是名雕刻家也是鬥球像的作者，因為讓嵐誤會在母親死前，沒來見他最後一面，而讓他被兒子所恨，最後與自己的兒子和解。

### 荒崎小學
非常暴力的學校，連學生也都是逞凶鬥狠之徒。其隊員的訓練，是以打架的方式來加以鍛鍊。
陸王 冬馬／陸冬馬（青文版）
配音：中原潤（日本）；官志宏（台灣）
將用雙手將球壓縮，然後向對手擊出「力量球」。動畫版中是彈平繼大河和御堂嵐後的第三位對手，並用殘酷的方式將嵐所領導的黑色阿瑪斯打敗。
白川晶
配音：高木涉
躲避球隊隊員。在球川小學來訪時、和陸王一起參加比賽。
鬼塚虎造
配音：椎橋重
荒崎小學鬥球部的教練，通稱為鬼虎。

### 幻武小學
一所位於深山中的學校，球隊崇尚自然的力量，務求隊員都能與自然融為一體，所以訓練方式都與正規的訓練有所差異。
坂木豹／劉賢木（青文版）／賢木（さかき）豹（港譯）
幻武小學的主將，擁有許多不可思議的力量。不僅能利用眼神讓敵人不寒而慄，因而放棄比賽，還能閉上眼睛，透過風的流動而閃避攻擊。
木 熊丸
幻武小學隊員，坂木豹的弟弟。性格暴躁，能夠投出球速慢，但質量非常重的球。因為其個性加上不愛團隊合作，所以被趕出球隊，後來中途加入比賽中，在與彈平的比賽後與哥哥和解。

### 風間小學
以五大為首，十分有頭腦且重視技術與團隊合作的隊伍，攻擊陣式超過一百種以上。穿著可減輕體重與接球時的振動力的氣墊護甲，須在比賽前充氣。
五大／伍太（青文版）
風間小學的隊長，為了勝利而要求球隊要照他的指示來打球，曾因浩司擾亂陣式而罰他作候補。後來被彈平擊敗後，而承認自己的錯誤並且與浩司和解。

### 躲避球強化訓練中心
有著高級設備用來訓練躲避球員的中心，會依據剛進來的球員能力而分配到不同組。最強組為菁英組，實力最弱的組則為Z組。
所長
為躲避球強化訓練中心所長，長相看起來相當兇狠。設計將彈平給抓進中心，並且把他分配到實力最低的Z組。
羅門
躲避球強化訓練中心菁英班的主將，為了生病的弟弟，而不斷努力爬上來，目標是想要成為職業選手來醫治弟弟。
原本打球不擇手段，但被彈平的意志所感動，終於願意以自己的實力和他比賽並且與彈平順利成為職業選手。
天海
躲避球強化訓練中心E組的主將，性格相當個人主義並且因此與前隊友開高鬧翻，由於想要教訓菁英組的人，而積極要獲得挑戰權。後來被彈平所帶領的Z組擊敗後，而與開高和解並且代替受傷的純太加入Z組。
開高
躲避球強化訓練中心Z組的隊員，是一名擅長助攻的選手，因為天海的個人主義而和他鬧翻。在與彈平一起比賽時，也發現他和天海的個性相似，但後來透過康的幫助，而讓他們兩人順利合作擊敗E組並且稱讚彈平的任性是權宜變通的的任性。
純太／小康（青文版）
躲避球強化訓練中心Z組的隊員，在和彈平初見面時，即被他的鬥志所感動，後來鼓勵彈平去贏得挑戰權。與E組的比賽中，為保護開高而受傷並且將他的位置讓給天海。
伊集院／凱爾（青文版）
躲避球強化訓練中心B組的隊員，有錢人家的少爺，因為父母是中心的股東，所以在比賽上面對敵人及裁判都威脅利誘，以取得勝利，後來被彈平打中後，知道自己的不足而棄權。使用假指甲來投球，而且會造成球能夠在下降或上升時，會快速旋轉。
南雄
職業球團球探，為了找尋選手而來到中心，最後錄取羅門和彈平兩人。

### 其他
東裁判長／嚴正東（青文版）
配音：中村秀利
日本超級躲避球聯盟的裁判長。經常表現冷靜而且穿著很正式的服裝。在動畫版中，也擔任地區大賽解説。
戶山教練
配音：梅津秀行（日本）；石班瑜（台灣）
動畫版原創人物。球川游泳學校的教練。很喜歡遙，經常用各種方法來表達愛意。但老是都被拒絕而失敗。
吉米
配音：鈴木晶子
美日混血兒，有個在美式足球隊當主將的哥哥，但由於身體嬌小而擔任替補。在哥哥和彈平的躲避球比賽中，因為見到彈平的奮鬥不懈，而覺悟並且發揮自己的能力來幫助彈平，賽後終於得到哥哥的認同。
太郎丸
配音：高山勉
住在漁村的少年。在父親被彈十郎的燄之球打敗而負傷後、不斷練習而有辦法投出燄之球。最後在龍虎之岩和彈平對決而被打敗。
源太郎
太郎丸父親。和一撃彈十郎在龍虎之岩對決、而被燄之球擊敗。
賢木綠
豹的妹妹，熊丸的姊姊。曾為彈平治療右肩，對彈平有興趣。
魯多魯夫
配音：石班瑜（台灣）
動畫版原創人物。是少年足球的一流守門員，也是大河率領的歐洲選拔隊一員。和大河一起對抗彈平的神奈川選拔隊。
哈魯庫
配音：官志宏（台灣）
動畫版原創人物。大河率領的歐洲選拔隊一員。是一個擁有相當肥胖身體的人（這種體格能弄壞計程車的車門），能夠用腹部將球給擋下來。即使是嵐的龍捲風球和陸王的力量球也只受輕微損害，後來遭彈平用燄之球所打倒。
本羽由加利
球川小學女子籃球隊隊長，因為彈平和珍念常藉練習而不打掃，所以被其後輩拜託替她們討公道，比賽完後和彈平和解。
真行寺將磨
彈十郎過去的好友，似乎是名相當有財力的富翁。
真行寺拓磨
將磨的孩子，因為只想投出彈十郎的燄之球，於是左手被父親戴上護具封印住。後來被彈平投出小型燄之球擊敗後，決定從基礎練起。
卓馬
天馬小學的主將，因為教練的方針而必須遵照其指示打球，後來與彈平他們比賽後而決定打自己的球。
王島
川神小學的主將，父親曾經是職業選手，帶領球隊在地區賽中就淘汰掉球川小學，後來為了與彈平比賽而棄權。

## 電視動畫
1991年10月14日到1992年9月21日，每週一的19時00分－19時30分，在東京電視台放送。全47話。香港亞洲電視1991年也在本港台播放電視動畫。
在附加設定等部分上增加一些原創小故事、基本上則是以《快樂快樂月刊》上所連戴部分為故事主軸。另外從黑色阿瑪斯篇後（地區大賽篇）、在《別冊快樂快樂》中也有「燄之球篇」發表出來，故事則是以如何學到必殺技燄之球的過程為主。在地區大賽決勝後，由於動畫版已經追上原作的內容，所以後半部也大幅度的變更。另外動畫版中所登場的參加全國大賽的球隊，和原作參加全國大賽而登場的球隊也已經完全不同。
最後，動畫版故事的進度是在全國大賽以前完結。
由於原作的情節有些敏感，因此有刪除或更改為其他場景的情形。此外，也增加了主角彈平和珍念2人對話的場面，至於原作的出現台詞，與動畫版說同樣台詞的角色不同。
放送終了之後，1993年由萬代影視將電視動畫的內容錄製成錄影帶依序發售。之後陸續在其它電視台執行再放送，1995年於NHK衛星第2頻道『衛星動畫劇場』放送。2007年11月在『早安攝影棚』內的唯一單元“快樂快樂誕生30週年紀念 傳說的動畫精選輯”中進行摘要放送。2008年又於TOKYO MX再放送。目前還未DVD化。
而動畫版故事的舞台設定是在神奈川縣鎌倉市。

### 製作人員
- 原作：越田哲弘
- 劇本統籌：山田隆司
- 人物設定：橋本勝己、鄉敏治
- 美術監督：中村靖
- 撮影監督：白井久男（日语：白井久男）
- 音響監督：山田智明（日语：山田知明）
- 音樂：勝又隆一
- 宣傳擔當：高塚有希（東京電視台）
- 製作人補：中澤利洋（小學館Production）、早坂仁（Animation 21）
- 協力：日本超級躲避球聯盟
- 製作人：倉林伸介（東京電視台）、大倉俊輔（東急AGENCY（日语：東急エージェンシー））、立原一（小學館製作）、瀨戶美季夫（Animation 21）
- 導演：原征太郎
- 總導演：川浩
- 動畫製作：Animation 21
- 製作：東京電視台、東急AGENCY、小學館Production

### 主題歌
片頭曲

作詞：秋谷銀四郎，作曲：馬場孝幸，編曲：赤坂東兒，主唱：德垣友子 with HOLD ME隊
片尾曲

作詞：秋谷銀四郎，作曲：馬場孝幸，編曲：赤坂東兒，主唱：水木一郎
插入曲

作詞：越田哲弘，作曲、編曲：渡邊格，主唱：水木一郎、森之木兒童合唱團

作詞：秋谷銀四郎，作曲、編曲：赤坂東兒，主唱：水木一郎
「SHOOTIN' THE DESTINY」
作詞：秋谷銀四郎，作曲：馬場孝幸，編曲：石田勝範，主唱：關俊彥

作詞：越田哲弘，作曲：池毅，編曲：赤坂東兒，主唱：日高範子、野澤雅子

作詞：秋谷銀四郎，作曲：馬場孝幸，編曲：石田勝範，主唱：德垣友子 with HOLD ME隊

### 各話列表
| 話數 | 日文標題 | 劇本       | 分鏡     | 演出       | 作畫監督                                   | 首播日期        |
| ---- | -------- | ---------- | -------- | ---------- | ------------------------------------------ | --------------- |
| 1    |          | 水出弘一   | 香川豐   | 香川豐     | 橋本勝己                                   | 1991年 10月14日 |
| 2    |          | 水出弘一   | 香川豐   | 香川豐     | 鄉敏治                                     | 10月21日        |
| 3    |          | 山田隆司   | 宍倉敏   | 宍倉敏     | 中島豐秋                                   | 10月28日        |
| 4    |          | 山田隆司   | 原征太郎 | 原征太郎   | 橋本豐子                                   | 11月4日         |
| 5    |          | 水出弘一   | 生賴昭憲 | 生賴昭憲   | 山崎展義                                   | 11月11日        |
| 6    |          | 水出弘一   | 石山貴明 | 蘆澤剛史   | 高橋和德                                   | 11月18日        |
| 7    |          | 井上美保子 | 津田義三 | 高木真司   | 鈴木滿                                     | 11月25日        |
| 8    |          | 井上美保子 | 宍倉敏   | 宍倉敏     | 中島豐秋                                   | 12月2日         |
| 9    |          | 山田隆司   | 原征太郎 | 原征太郎   | 鄉敏治                                     | 12月9日         |
| 10   |          | 水出弘一   | 高木真司 | 岩崎良明   | 橋本豐子                                   | 12月16日        |
| 11   |          | 井上美保子 | 石山貴明 | 蘆澤剛史   | 高橋和德                                   | 12月23日        |
| 12   |          | 山田隆司   | 生賴昭憲 | 生賴昭憲   | 山崎展義                                   | 1992年 1月6日   |
| 13   |          | 水出弘一   | 蘆澤剛史 | 望月敬一郎 | 中島豐秋                                   | 1月13日         |
| 14   |          | 井上美保子 | 楠田悟   | 岩崎良明   | 鈴木滿                                     | 1月20日         |
| 15   |          | 山田隆司   | 石山貴明 | 蘆澤剛史   | 高橋和德                                   | 1月27日         |
| 16   |          | 水出弘一   | 阿部紀之 | 阿部紀之   | 鄉敏治                                     | 2月3日          |
| 17   |          | 井上美保子 | 蘆澤剛史 | 望月敬一郎 | 中島豊秋                                   | 2月10日         |
| 18   |          | 山田隆司   | 生賴昭憲 | 生賴昭憲   | 山崎展義                                   | 2月17日         |
| 19   |          | 水出弘一   | 蘆澤剛史 | 蘆澤剛史   | 高橋和德                                   | 2月24日         |
| 20   |          | 井上美保子 | 水野和則 | 水野和則   | 井純子                                     | 3月2日          |
| 21   |          | 山田隆司   | 石山貴明 | 望月敬一郎 | 中島豐秋                                   | 3月9日          |
| 22   |          | 水出弘一   | 高木真司 | 高木真司   | 橋本豐子                                   | 3月16日         |
| 23   |          | 山田隆司   | 岩崎良明 | 岩崎良明   | 橋本勝己 鄉敏治 高橋和德 中島豐秋 山崎展義 | 3月23日         |
| SP   |          | 不適用     | 不適用   | 不適用     | 不適用                                     | 3月30日         |
| 24   |          | 井上美保子 | 蘆澤剛史 | 蘆澤剛史   | 高橋和德                                   | 4月6日          |
| 25   |          | 水出弘一   | 生賴昭憲 | 生賴昭憲   | 山崎展義                                   | 4月13日         |
| 26   |          | 山田隆司   | 石山貴明 | 望月敬一郎 | 中島豐秋                                   | 4月20日         |
| 27   |          | 水出弘一   | 楠田悟   | 岩崎良明   | 長岡綠                                     | 4月27日         |
| 28   |          | 井上美保子 | 蘆澤剛史 | 蘆澤剛史   | 高橋和德                                   | 5月4日          |
| 29   |          | 山田隆司   | 水野和則 | 都鷲目紅一 | 別所誠人 若菜宣典                          | 5月11日         |
| 30   |          | 水出弘一   | 石山貴明 | 望月敬一郎 | 中島豐秋                                   | 5月18日         |
| 31   |          | 井上美保子 | 生賴昭憲 | 生賴昭憲   | 山崎展義                                   | 5月25日         |
| 32   |          | 山田隆司   | 蘆澤剛史 | 蘆澤剛史   | 高橋和德 藤田麻里子                        | 6月1日          |
| 33   |          | 水出弘一   | 楠田悟   | 岩崎良明   | 長岡綠                                     | 6月8日          |
| 34   |          | 井上美保子 | 津田義三 | 津田義三   | 仲野一弘                                   | 6月15日         |
| 35   |          | 山田隆司   | 石山貴明 | 望月敬一郎 | 中島豐秋                                   | 6月22日         |
| 36   |          | 水出弘一   | 楠田悟   | 岩崎良明   | 長岡綠                                     | 6月29日         |
| 37   |          | 井上美保子 | 生賴昭憲 | 生賴昭憲   | 山崎展義                                   | 7月6日          |
| 38   |          | 山田隆司   | 蘆澤剛史 | 蘆澤剛史   | 高橋和德 藤田麻里子                        | 7月20日         |
| 39   |          | 山田隆司   | 津田義三 | 津田義三   | 仲野一弘                                   | 7月27日         |
| 40   |          | 水出弘一   | 石山貴明 | 望月敬一郎 | 中島豐秋                                   | 8月3日          |
| 41   |          | 井上美保子 | 楠田悟   | 楠田悟     | 鄉敏治                                     | 8月10日         |
| 42   |          | 水出弘一   | 蘆澤剛史 | 蘆澤剛史   | 高橋和德 藤田麻里子                        | 8月17日         |
| 43   |          | 井上美保子 | 生賴昭憲 | 生賴昭憲   | 山崎展義                                   | 8月24日         |
| 44   |          | 水出弘一   | 石山貴明 | 望月敬一郎 | 中島豐秋                                   | 8月31日         |
| 45   |          | 山田隆司   | 岩崎良明 | 岩崎良明   | 宍倉敏 藤田蘆澤子                          | 9月7日          |
| 46   |          | 山田隆司   | 生賴昭憲 | 生賴昭憲   | 山崎展義                                   | 9月14日         |
| 47   |          | 山田隆司   | 蘆澤剛史 | 蘆澤剛史   | 高橋和德 望月敬一郎                        | 9月21日         |

## 遊戲列表
| 日文標題    | 中文標題               | 發行公司   | 主機平台      | 發售日期         |
| ----------- | ---------------------- | ---------- | ------------- | ---------------- |
|             | 鬥球兒彈平             | SunSoft    | 紅白機        | 1992年3月28日    |
| 超級任天堂  | 鬥球兒彈平             | SunSoft    | 1992年7月31日 |                  |
| Hudson Soft | 鬥球兒彈平             | GameBoy    | 1992年4月24日 |                  |
| 世嘉        | 鬥球兒彈平             | Mega Drive | 1992年7月10日 |                  |
| 世嘉        | 鬥球兒彈平             | Game Gear  | 1992年8月7日  |                  |
| Hudson Soft | 鬥球兒彈平             | PC Engine  | 1992年9月25日 |                  |
|             | 鬥球兒彈平2            | SunSoft    | 紅白機        | 1993年3月26日    |
|             | 鬥球兒彈平：火焰球傳說 | snowpipe   | iOS智能手機   | 2018年9月6日發佈 |

## 影響
在連載當時的1990年代初頭在日本各地小學間搏得巨大的人氣，也帶起的躲避球風潮。

## 其他
- 經過柳田理科雄的《空想科學讀本》調查，彈平的最低球速為290馬赫。
- 燄之球篇也被其他別冊誌所收錄。其他也收入了一撃彈十郎年輕時的小故事。
- 在《別冊快樂快樂》連載時，由於單行本中未收入大河在海外留學的小故事，直到2007年才在發售中初次收錄。

## 外部連結
- YouTube上的SHOPRO頻道
  -  （日語）
  -  （日語）
- TOKYO MX動畫官網 （页面存档备份，存于） （日語）